# El Siquisirí
El Siquisirí es uno de los sones jarochos más tradicionales y populares de México, conocido por ser el que abre los fandangos en la región del sur de Veracruz. Por lo que no tiene autor único y ni una fecha exacta de composición o publicación. Se trata de una pieza de origen popular y anónimo. Su interpretación no solo marca el inicio del festejo, sino que también sirve como una bienvenida simbólica a los participantes y al universo, pidiendo permiso para iniciar la celebración. Este son jarocho se caracteriza por su carácter improvisado y adaptable, ya que los músicos suelen crear versos nuevos dependiendo del contexto y la ocasión.
El estribillo de "El Siquisirí" es muy reconocido y tiene variantes que reflejan las costumbres y experiencias locales. Instrumentalmente, destaca el uso del arpa, la jarana y las guitarras de son, que le aportan un ritmo vibrante y dinámico, perfecto para el zapateado. Este son es uno de los pilares del repertorio jarocho, junto con otros como "La Bamba" y "El Cascabel". 